# Zielonki (województwo pomorskie)
Zielonki (niem. Grünfelde) – osada w Polsce w województwie pomorskim, w powiecie sztumskim, w gminie Stary Targ. Wieś wchodzi w skład sołectwa Szropy. Położona jest nad Strugą Młyńską.

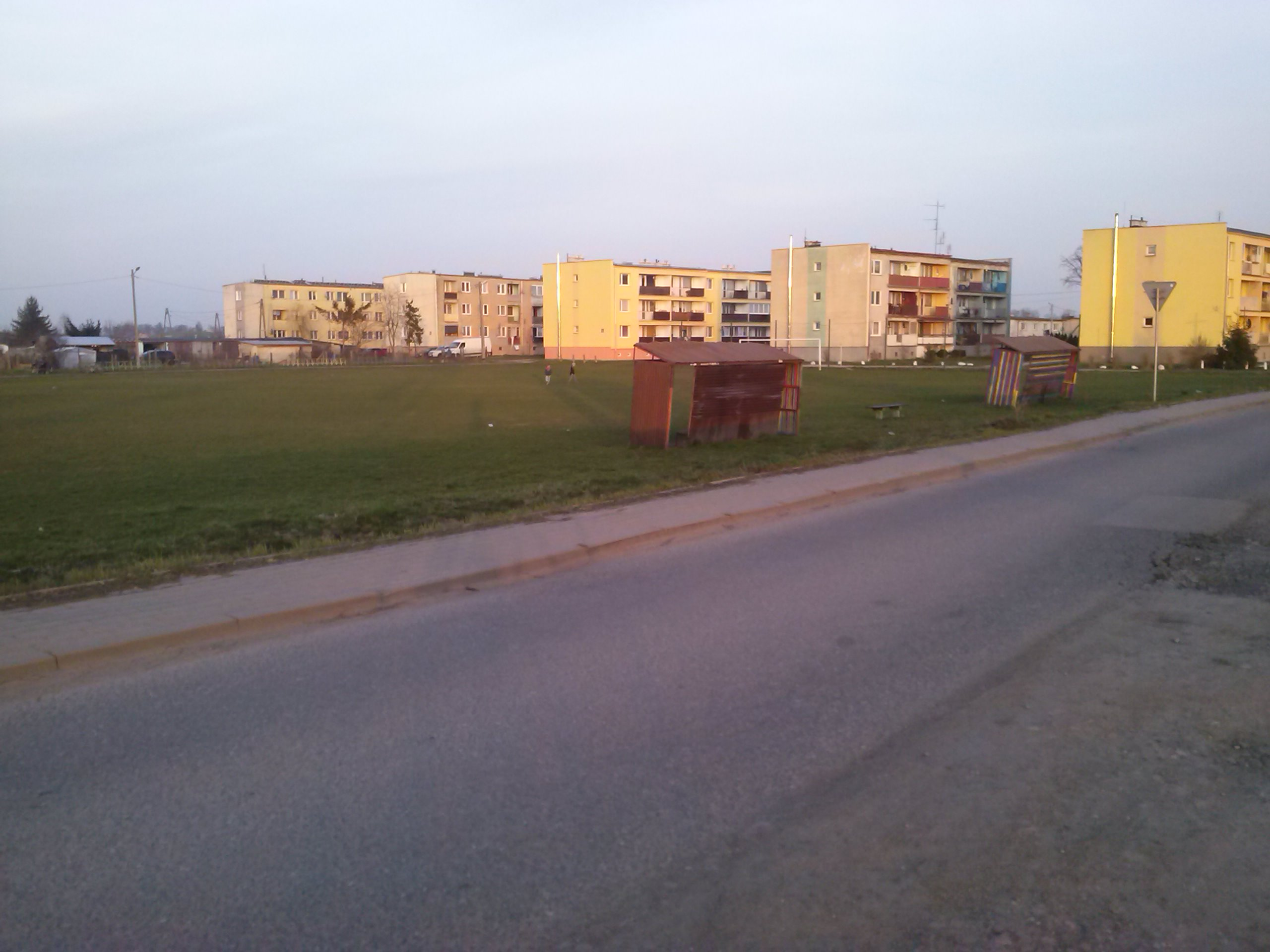
Bloki w Zielonkach od strony Szrop

## Historia
Zielonki to dawne dobra rycerskie. Pod koniec XIII wieku przywilej dla wsi nadał mistrz ziemski Meinhard von Querfurt. W 1316 wielki mistrz krzyżacki Karl Bessart von Trier na nowo rozmierzył dobra i podzielił je pomiędzy Jakuba i jego braci. Nowym przywilejem potwierdził to w pierwszej połowie lat 30. XIV wieku wielki mistrz krzyżacki Luther von Braunschweig. W XV wieku dobra należały do Budziszów, a w XVI wieku do rodziny von Schönwiese (właścicieli Krasnej Łąki). Pod koniec XVI wieku zostały one nabyte przez Czemów. Następnie dziedziczyli je kolejno Güldensternowie, Łosiowie, Kretkowscy, Kruszyńscy i Wałdowscy. W XIX wieku posiadaczami majątku byli m.in. Klemens Rötteken i hrabia Adam Sierakowski. Wieś liczyła wówczas ok. 200 mieszkańców, w blisko 1/4 wyznania ewangelickiego, resztę stanowili katolicy. Znajdowała się tam szkoła.
Zielonki były osadą folwarczną składającą się z dworu, parku oraz budynków gospodarczych i inwentarskich. Na wschód od zespołu dworskiego znajdowały się czworaki. Układ ruralistyczny z XIII wieku został zachowany. Park dworski z XVIII/XIX wieku został w 1978 wpisany do rejestru zabytków (nr rej.: A-901 z 3.02.1978). Zachowały się też XIX-wieczne: dwór, chlewnia i magazyn zbożowy, a także kilka budynków z początku XX wieku.
Wieś szlachecka położona była w II połowie XVI wieku w województwie malborskim. 
W latach 1945–1975 miejscowość administracyjnie należała do województwa gdańskiego, a w latach 1975–1998 do województwa elbląskiego.

## Inne miejscowości o nazwie Zielonki
- Zielonki
- Zielonki-Parcela
- Zielonki-Wieś